# Haimo Schack
Haimo Schack (* 16. August 1952 in Düsseldorf) ist ein deutscher Rechtswissenschaftler und Richter am Oberlandesgericht a. D. Er war von 1993 bis 2019 Inhaber des Lehrstuhls für Bürgerliches Recht, internationales Privat- und Zivilprozessrecht und Urheberrecht an der Universität Kiel.

## Leben
Schack wurde 1952 in Düsseldorf geboren. Er studierte Rechtswissenschaften an der Universität Köln, wo er 1978 auch promoviert wurde und sich 1985 habilitierte. Er absolvierte Forschungsaufenthalte in Straßburg (1976/1977) und 1981/1982 an der University of California, Berkeley, wo er den Grad eines LL.M. erhielt. Er übernahm Lehrstuhlvertretungen in Trier und Heidelberg.
1986 erhielt Schack einen Ruf an die Universität Bonn; zwei Jahre später folgte Schack einem Ruf an die Universität Bielefeld, wo er bis 1993 tätig war. Er ist seit 1989 Mitglied des Deutschen Rates für Internationales Privatrecht. 1993 wurde er schließlich Inhaber des Lehrstuhls für Bürgerliches Recht, Internationales Privat- und Zivilprozessrecht und Urheberrecht an der Universität Kiel. Einen Ruf an die Universität Köln lehnte er 1998 ab. Zum Ende des Sommersemesters 2019 wurde Schack pensioniert.
Am Schleswig-Holsteinischen Oberlandesgericht war er von 1995 bis 2005 im zweiten Hauptamt Richter.
1991 gründete er die Studienstiftung ius vivum mit Sitz in Dormagen. Die Stiftung unterstützte bereits zahlreiche Wissenschaftler mit Druckkostenzuschüssen für Dissertationen.
1994, 1996, 1998, 2000 und 2002 war er Visiting Professor an der University of Illinois.
Schack wohnt in Schierensee.

## Werk
Schacks Forschungsschwerpunkte liegen im deutschen Bürgerlichen und Zivilprozessrecht sowie im Internationalen Privatrecht und der Rechtsvergleichung, vor allem im Bereich des US-amerikanischen Rechts. Er publiziert weiterhin zu Fragen des deutschen und internationalen Urheberrechts mit dessen persönlichkeitsrechtlichen und künstlerischen Bezügen.
Sein Werk und Wirken würdigten seine Schüler mit der zu seinem 70. Geburtstag im August 2022 herausgegebenen Festschrift mit dem Titel „Ius Vivum: Kunst – Internationales – Persönlichkeit“.

## Schüler
- Karl-Nikolaus Peifer
- Sebastian Kubis
- Malte Stieper
- Benjamin Raue

## Veröffentlichungen (Auswahl)
- Zur Anknüpfung des Urheberrechts im internationalen Privatrecht (1979, Dissertation)
- Jurisdictional minimum contacts scrutinized: Interstaatliche und internationale Zuständigkeit US-amerikanischer Gerichte (1983, LL.M.-Thesis).
- Der Erfüllungsort im deutschen, ausländischen und internationalen Privat- und Zivilprozessrecht (1985, Habilitationsschrift).
- Einführung in das US-amerikanische Zivilprozessrecht (1988, 5. Aufl. 2020).
- Das Bürgerliche Recht in 100 Leitentscheidungen (1989, 7. Aufl. 2018, 1.–5. Aufl. unter dem Titel „Höchstrichterliche Rechtsprechung zum Bürgerlichen Recht“, zusammen mit Hans-Peter Ackmann), ISBN 978-3-16-150944-5.
- BGB – Allgemeiner Teil (1991, Übernahme des Werkes von Harry Westermann, 17. Aufl. 2023).
- Internationales Zivilverfahrensrecht (1991, 9. Aufl. 2025).
- Urheber- und Urhebervertragsrecht (1997, 11. Aufl. 2025).
- Kunst und Recht (2004, 4. Aufl. 2024).
- Das Geistige Eigentum in 50 Leitentscheidungen (zusammen mit Florian Jotzo und Benjamin Raue), Verlag Mohr Siebeck, Tübingen 2012